# Георги Сарафов
Георги Константинов Сарафов е български лекар и политик.
Той е роден през 1848 година в Търново. Негови братя са политикът Михаил Сарафов и офицерът Иван Сарафов. Георги Сарафов е сред основателите на Българския червен кръст, за известно време е негов председател. През 1908 година в продължение на няколко дни - от 22 март до 31 март - е кмет на София.
Георги Сарафов умира през 1915 година.